# Аргентина на летних Олимпийских играх 1908
Аргентина принимала участие в Летних Олимпийских играх 1908 года в Лондоне (Великобритания) во второй раз за свою историю, пропустив Летние Олимпийские игры 1904 года, но не завоевала ни одной медали.
Представлена Аргентина на этих Играх была в фигурном катании (до Олимпиады 1924 года фигурное катание входило в программу летних Игр) Горацио Тертулиано Торроме, спортсменом постоянно проживавшим в Лондоне, но имевшим и аргентинское гражданство. Он занял последнее, 7 место. Интересно, что это был единственный раз в истории когда аргентинский фигурист участвовал в Олимпийских играх.